# Hyperfocale afstand
In de optica en de fotografie is de hyperfocale afstand die afstand ten opzichte van het toestel waarachter alle onderwerpen een aanvaardbare scherpte vertonen. Er zijn twee definities die algemeen gebruikt worden, die echter slechts een klein verschil in resultaat vertonen:
Eerste definitie: de hyperfocale afstand is de kleinste afstand waarop de lens kan worden ingesteld zodat onderwerpen op oneindige afstand nog als aanvaardbaar scherp worden voorgesteld. Het is met andere woorden de scherpstelafstand met de grootst mogelijke scherptediepte. Indien de lens op deze afstand wordt gefocust zullen alle onderwerpen vanaf de helft van deze afstand tot oneindig aanvaardbaar scherp worden afgebeeld.
Tweede definitie: de hyperfocale afstand is de afstand vanaf waar alle onderwerpen aanvaardbaar scherp zijn wanneer de lens op oneindig is ingesteld.
Er wordt zelden een onderscheid gemaakt tussen deze beide definities omdat ze in haast gelijke waarden resulteren. Het resultaat dat met de eerste definitie verkregen wordt, verschilt van het tweede met enkel de brandpuntsafstand van de lens.

## Aanvaardbare scherpte
De hyperfocale afstand is volledig afhankelijk van wat men als aanvaardbare scherpte beschouwt. De maat hiervoor is de maximale diameter van de verstrooiingscirkel die voor het menselijk oog nog als scherp zal worden ervaren, en bepaalt tevens de aanvaardbare diameter van een punt op een bepaald fotografisch medium (film, digitale sensor, afdruk, enz.).
Enkel de afbeelding van voorwerpen waarvoor de stralen in het brandpunt van de lens samenkomen zullen kritisch scherp zijn. Wat dichterbij of verderaf ligt zal geleidelijk minder scherp worden en niet meer als een punt, maar als een vlekje worden afgebeeld. Het menselijk oog heeft echter beperkingen en zal de iets minder scherpe punten toch nog als scherp ervaren. Voor fotografische afdrukken die in normale omstandigheden worden bekeken wordt algemeen aangenomen dat een vlekje met 0,03 mm diameter of kleiner voor het menselijk oog niet te onderscheiden valt van een werkelijk scherp punt uit het brandpuntsvlak. In andere technologische toepassingen (microscopie bv.) gelden natuurlijk andere maatstaven om de aanvaardbare scherpte te definiëren.

## Formule
Voor de eerste definitie bekomen we:
{\displaystyle H={\frac {f^{2}}{N*c}}+f}
waarbij
{\displaystyle H} de hyperfocale afstand is
{\displaystyle f} de brandpuntsafstand van de lens is
{\displaystyle N} het diafragmagetal (F-getal) is
{\displaystyle c} de diameter van de aanvaardbare verstrooiingscirkel is.
Voor de meest gangbare brandpuntsafstanden (en diafragmagetallen) is de brandpuntsafstand een verwaarloosbare grootte in de formule vergeleken met de eerste term, zodat we kunnen stellen dat
{\displaystyle H\approx {\frac {f^{2}}{N*c}}}
Deze formule dekt de tweede definitie indien {\displaystyle H} gemeten wordt vanaf een dunne lens, of vanaf het frontaal vlak van een complexe lens; ze is ook juist voor de eerste definitie indien {\displaystyle H} gemeten wordt vanaf een punt dat op één lengte van de brandpuntsafstand vóór de frontlens gelegen is. In de praktijk zijn er slechts minimale verschillen tussen beide resultaten zoals een voorbeeld duidelijk maakt.

## Voorbeeld
Indien we de hyperfocale afstand van een 50mm-lens en met diafragma-instelling {\displaystyle f/16} willen berekenen, uitgaande van een aanvaardbare verstrooiingscirkel van 0,03 mm (dit is een veelgebruikte waarde in de 35mm-fotografie):
{\displaystyle H={\frac {(50{\mbox{ mm}})^{2}}{(16)*(0.03{\mbox{ mm}})}}=5208{\mbox{ mm}}\,}
Met de eerste, en meer exacte formule, krijgen we een resultaat van {\displaystyle H=5258{\mbox{ mm}}}, welk inderdaad een verwaarloosbaar verschil vertoont met het vorige.
Dus, stellen we de lens scherp op een afstand van 5,2 of 5,3 m, dan zal alles vanaf de helft van deze afstand (2,6 m) tot oneindig als aanvaardbaar scherp worden afgebeeld.

## Wiskundig fenomeen
De hyperfocale afstand heeft een eigenaardige eigenschap: een lens die ingesteld is op H zal voor een scherptediepte zorgen die reikt van H/2 tot oneindig. Indien de lens echter op H/2 wordt ingesteld zal de scherptediepte reiken van H/3 tot H. Stelt men scherp op H/3 dan reikt de scherptediepte van H/4 tot H/2. Deze reeks zet zich voort voor alle opeenvolgende 1/x waarden van de hyperfocale afstand.

## Praktische toepassing
Stel dat men een foto wil maken van een landschap. Men is daarbij meestal geneigd scherp te stellen op oneindig. Naargelang de diafragmering zal men dan een scherptediepte bekomen die reikt vanaf een zekere afstand van de lens tot oneindig, maar het gedeelte voorbij oneindig dat ook nog aanvaardbaar scherp kan voorgesteld worden gaat eigenlijk verloren.
Door de lens in te stellen op de hyperfocale afstand zal men op het resultaat een veel groter deel van de voorgrond als scherp kunnen voorstellen.
Bij oudere, manueel instelbare lenzen, vindt men bijna steeds een scherptediepteschaal, waarbij het zoeken naar de hyperfocale afstand eenvoudig kon gebeuren. Bij de moderne auto-focuslenzen is die schaal dikwijls niet meer opgenomen omdat het toestel zelf scherp stelt. Maar dankzij de bovenstaande formule, of mits gebruik te maken van het op http://www.dofmaster.com/dofjs.html voorgestelde hulpmiddel om de hyperfocale afstand te berekenen kan men proberen het toestel op die afstand te laten focussen zodat men de grootst mogelijke scherptediepte bekomt.